# Macedonisch-Orthodoxe Kerk
De Macedonisch-Orthodoxe Kerk (Macedonisch: Македонска Православна Црква - Охридска Архиепископија , Makedonska Pravoslavna Crkva - Ohridska Archiepiskopija) behoort tot de autocefale oosters-orthodoxe kerken. De Macedonisch-Orthodoxe Kerk heeft de status van aartsbisdom. De opperste gerechtelijke en bestuurlijke macht wordt uitgeoefend door de Heilige Synode. De Macedonisch-Orthodoxe Kerk is een kerk onder de aartsbisschop van Ohrid en Noord-Macedonië op het grondgebied van Noord-Macedonië, met jurisdictie over Macedonische orthodoxe christenen in Noord-Macedonië en in exarchaten in de Macedonische diaspora. De kerk heeft acht bisdommen in Macedonië en de rest in het buitenland voor de verzorging van de Macedonische diaspora.
Vanuit de Servisch-Orthodoxe Kerk is een autonoom aartsbisdom van Ohrid opgericht, wat door de andere orthodoxe kerken wordt erkend als canoniek.
Pas in mei 2022 werd de Macedonisch-Orthodoxe Kerk door het Oecumenisch patriarchaat van Constantinopel erkend als het aartsbisdom van Ohrid binnen de grenzen van de Macedonische staat als canoniek en geldig in de hele orthodoxe wereld. Op 9 mei 2022 aanvaardde het Oecumenisch Patriarchaat de kerk in communio onder de naam Aartsbisdom van Ohrid en erkende Noord-Macedonië als het canonieke grondgebied van deze kerk. Op 16 mei 2022 kondigde het Servische patriarchaat het einde aan van het schisma tussen het patriarchaat en het aartsbisdom, waarbij de kerk werd hersteld in volledige gemeenschap en dezelfde autonomie kreeg als in 1959.
In 1959, verleende de Heilige Synode van de Servisch-Orthodoxe Kerk autonomie aan de Orthodoxe Kerk in de toenmalige Socialistische Republiek Macedonië als zijnde de restauratie en beroeping op het historische aartsbisdom van Ohrid van de middeleeuwen en het bleef in canonieke eenheid met de Servische Kerk onder de Patriarch van Servië. In 1967, op de tweehonderdste verjaardag van de afschaffing van het aartsbisdom van Ohrid, kondigde de Macedonische Kerk eenzijdig haar autocefalie en onafhankelijkheid van de Servisch-Orthodoxe Kerk af. De Servische Heilige Synode hekelde de uitspraak en veroordeelde de geestelijkheid als schismatiek. Vanaf toen was de Macedonische Kerk niet meer erkend door het Oecumenisch patriarchaat van Constantinopel en alle andere canonieke orthodoxe kerken ter verdediging van de Servische oppositie.

## De geschiedenis van het christendom in Macedonië
Het historische Macedonië was veel groter dan de huidige republiek en had voor het grootste deel een Grieks karakter. De Eerste brief van Paulus aan de Tessalonicenzen en Tweede brief van Paulus aan de Tessalonicenzen toont aan, dat er al in de eerste eeuwen christenen woonden. Macedonië werd toen door het Romeinse Rijk gecontroleerd en viel na de verdeling van dat rijk in 395 onder het Oost-Romeinse Rijk deel ervan. Het bevond zich honderden jaren lang in de periferie van dat rijk, waarin zich vanaf de 6e eeuw Slavische stammen vestigden. In de 9e eeuw kwam het onder in die periode machtige Bulgaarse Rijk. Na de ondergang daarvan werd Macedonië weer een onderdeel van het Byzantijnse Rijk en werd het tussendoor ook nog door Servië overheerst. Van het einde van de 14e eeuw tot de Balkanoorlog van 1912 kwam Macedonië onder de heerschappij van het Ottomaanse Rijk. Daarna viel het onder het Koninkrijk Servië en na de Eerste Wereldoorlog onder het Koninkrijk Joegoslavië, na de Tweede Wereldoorlog maakte het als Socialistische Republiek Macedonië deel uit van de Socialistische Federale Republiek Joegoslavië tot het in 1991 haar zelfstandigheid verkreeg.
Het is omstreden waar Macedonië de eerste eeuwen na de deling van het Romeinse Rijk kerkelijk onder viel. Vanaf de 8e eeuw kwam de regio onder de jurisdictie van het Oecumenisch patriarchaat van Constantinopel en maakte daardoor deel uit van de oosters-orthodoxe kerken. De Bulgaarse heersers richtten in de tijd van hun overheersing een kerkelijke organisatie op met als centrum de bisschopszetel van Ohrid. Toen Macedonië weer werd ingelijfd bij het Byzantijnse Rijk bleef dit centrum bestaan als een autonoom aartsbisdom binnen het Oecumenisch patriarchaat van Constantinopel. Dit patriarchaat benoemde de bisschoppen en dat waren vaak etnische Grieken. Deze hadden weinig aandacht voor de tradities van de Slaven en werden daarom terughoudend door de leken en de lagere geestelijken benaderd. Deze praktijk veranderde niet tijdens de Ottomaanse heerschappij. De Ottomanen lieten zelfs grote delen van de orthodoxe christenen in Servië jurisdictioneel onder dit aartsbisdom vallen, totdat het aartsbisdom van Ohrid in overeenstemming met patriarch Samuel I Chatzeres van Constantinopel in 1767 opgeheven werd. Er ontstond daardoor een tegenstelling tussen de Griekse bisschoppen enerzijds en de Slavische priesters en gelovigen anderzijds. Tijdens het midden van de 19e eeuw, was er dan ook een beweging die werkte aan de restauratie van de Autocefale kerk van Ohrid. Deze inspanningen waren niet succesvol. Ondertussen behoorde Macedonië tot het Bulgaarse exarchaat. Deze situatie duurde voort tot het einde van de Eerste Wereldoorlog. Gelijktijdig waren er in de laatste fase van de Ottomaanse overheersing verdere pogingen om het aartsbisdom van Ohrid te herstellen.
Pas als gevolg van de Balkanoorlog in 1912 kwam Macedonië bij Servië terecht en vervolgens bij Joegoslavië. Macedonië werd van de Servische kant als een soort van “Zuid-Servië” beschouwd.  
De Orthodoxe kerk werd in die lijn dan ook ingelijfd bij het in 1920 ontstane Servische patriarchaat. De metropoliet van Ohrid en de andere bisschoppen van Macedonië vielen toen net als alle andere hiërarchen in Joegoslavië onder de Servisch-Orthodoxe Kerk. De bisschoppen waren tot de jaren 1940 uitsluitend Serviërs. De Goddelijke liturgie werd overal in de oude Kerkslavische taal gevierd en het Servisch was de taal van de kerkelijke synode. De Macedonische taal beschouwde men als een Servisch dialect. Maar omdat er inmiddels een Macedonisch nationaal gevoel was ontstaan, ontstond er in de kerk, maar vooral in de samenleving oppositie tegen deze politiek van Servisering.

## Verhouding Servisch-Orthodoxe Kerk met socialistische regering
De communisten hebben getracht de Servisch-Orthodoxe Kerk door onderverdeling te verzwakken en moedigde de oprichting van een schismatieke Kerk van Macedonië in 1967 en een schismatieke Kerk van Montenegro in 1993 aan. Deze kerken beschouwen zichzelf als autocefaal, alleen de Macedonisch-Orthodoxe Kerk is door de andere Orthodoxe Kerken erkend.
De Macedoniërs beroepen zich op de autocefalie van het oude aartsbisdom en latere patriarchaat Ohrid. Ze hebben zich op 19 juli 1967 losgemaakt uit de Servisch-Orthodoxe Kerk en zich tot een zelfstandige autocefale kerk uitgeroepen, zonder de toestemming van het patriarchaat van Belgrado. De Macedonische in 1967 en Montenegrijnse autocefalie in 1993 zou zonder politieke steun ondenkbaar zijn geweest. De Servisch-Orthodoxe Kerk beschouwde deze stappen dan ook als een politieke manipulatie van de Joegoslavische communisten die gericht was tegen de Servisch-Orthodoxe Kerk.
Een soortgelijke niet-canonieke kerk in het voormalige Joegoslavië is de Montenegrijns-Orthodoxe Kerk.

## Het ontstaan van het schisma
Tijdens de Tweede Wereldoorlog was er een initiatief om een Armeens-Macedonische Kerk op het grondgebied van het bezette Griekenland te stichten, maar dit plan werd alleen ondersteund door enkele etnische Armeniërs en de Egeïsche Macedoniërs in de regio van Kastoria. Tijdens de Tweede Wereldoorlog viel Macedonië zowel kerkelijk als politiek opnieuw onder Bulgarije. Maar nog tijdens de oorlog riep men de socialistische republiek Macedonië uit, die vervolgens een deelrepubliek werd van de Joegoslavische federatieve volksrepubliek. Slavisch Macedonië was nu als een staat binnen Joegoslavië erkend. Nationalistische Serviërs hadden daar moeite mee, maar dat kon in het communistische Joegoslavië niet openlijk verwoord worden. Ook Griekenland, dat onmiddellijk aan de nieuwe staat grensde protesteerde en kon zich, ook toen al, niet verenigen met een Slavische Macedonische natie.
Toch  steunde de Joegoslavische staat dit proces van natievorming, ook in kerkelijk opzicht. Ze bevorderde tendensen, die de Macedonisch-Orthodoxe Kerk los wilde maken van de Servische orthodoxie. De na de Tweede Wereldoorlog weer beginnende kerkelijke autonomie van de Macedoniërs werd actief gesteund door het regime van Tito gebruikt om de oprichting van een “Joegoslavische Orthodoxe Kerk” met lidkerken in elk republiek te promoten. De nieuwe kerk moest niet alleen een verzwakking van de Servisch-Orthodoxe Kerk veroorzaken, maar ook de Rooms-Katholieke Kerk, die zich kritisch over het communistische bewind had uitgelaten, verzwakken.
Vanaf het einde van de Tweede Wereldoorlog tot 1958 was er in feite al sprake van een soort schisma. Graaf Gyula Cseszneky, de Macedonische grootvoivode, stichtte de Macedonische Orthodoxe Kerk in 1943. Deze werd niet veel later afgeschaft door de Grieks-Orthodoxe Kerk maar werd opnieuw ingevoerd in de Socialistische Republiek Macedonië in 1959. Een uit Macedonische priesters en leken bestaande “initiatiefgroep” ijverde voor een zo groot mogelijke zelfstandigheid voor de Orthodoxe kerk in Macedonië. De benoeming van bisschoppen was daarbij een belangrijk strijdpunt. De initiatiefgroep verzette zich tegen het idee dat Servische bisschoppen in Macedonische bisdommen benoemd konden worden. Ten slotte kon men het toch eens worden over een metropoliet en over de kandidaten van de twee andere bisdommen. Deze overeenkomst hield ook in dat de metropolie van Skopje als een autonome kerk binnen het Servische patriarchaat beschouwd werd. Officieel werd de vraag naar een onafhankelijke Macedonische kerk voor de eerste keer gesteld door een nationaal concilie, bestaande uit geestelijken en leken, in maart 1945. Hierop volgde in oktober een negatieve reactie van de kant van de Servische Kerk. Een verzameling van meer dan 200 Macedonische priesters reageerde in mei 1946 met een resolutie die duidelijk werd beïnvloed door de ideeën van de communistische regering. Zij eisten niet alleen autonomie voor de Macedonische nationale kerk en de verkiezing van de bisschoppen door geestelijken en leken, maar ook de vorming van een Gezamenlijke Joegoslavische synode, waarin de kerken uit elke republiek vertegenwoordigd moesten worden. Dat zou voor de Servische Kerk het verlies van hun metropolieën en bisdommen in Kroatië, Bosnië en Montenegro betekend hebben.
Tijdens het Tweede Macedonische Concilie in oktober 1958 werd bisschop Dositej verkozen tot aartsbisschop van Ohrid. Dit betekende ook de restauratie van deze in de 18e eeuw verloren gegane metropolie. Gelijktijdig met Dositej werden twee andere bisschoppen van Macedonische nationaliteit verkozen en deze vormden de synode van de inmiddels autonome Macedonische Kerk. Patriarch German van Belgrado en de Heilige Synode van de Servische Kerk omschreven de verkiezingen als niet-canoniek. In 1959 kwam patriarch German naar Macedonië, waar hij een andere bisschop wijdde, samen met aartsbisschop Dositej. Daarmee aanvaardde hij, weliswaar onder druk van de communistische regering, de ontstane ontwikkelingen, echter, zonder deze officieel aan te kondigen in het publicatieblad van de kerk. Op dat moment erkenden de Macedoniërs patriarch German nog als hoofd van beide kerken en noemden hem in de correspondentie patriarch van Servië en Macedonië.

## Schisma
Maar al in 1967 kwam het tot een tot nu toe definitieve breuk, toen de Macedonische kerk proclameerde dat ze volledig autocefaal was. Een groep van bisschoppen, priesters en leken had al aan Belgrado in 1966 om deze autocefalie gevraagd. Toen dat werd afgewezen volgde de eenzijdige onafhankelijkheidsverklaring. De patriarch van Constantinopel en de andere orthodoxe kerken beschouwen de Macedonische Kerk als niet-canoniek omdat volgens orthodox kerkelijk recht een landskerk niet eenzijdig kan breken met haar "moederkerk". Hoewel dit bijvoorbeeld bij de oprichting van de Servische en Bulgaarse kerk in de middeleeuwen, wel het geval geweest is. En een soortgelijke situatie deed zich voor in de 20e eeuw met de oprichting van de Albanees-Orthodoxe Kerk, die vervolgens achteraf goedgekeurd werd door de oecumenisch patriarch. De theologie en liturgische praktijk van de Macedoniërs stemt overeen met die van de andere Orthodoxe Kerken. Door velen wordt daarom de reden van uitsluiting van de orthodoxe canonieke kerken als puur politiek gezien.
Deze stap heeft tot nu toe bij geen enkele andere Orthodoxe kerk erkenning gevonden. Daardoor bevindt deze kerk zich sindsdien in en kerkelijk isolement. De Macedonische regering ondersteunt haar en laat geen andere orthodoxe kerk in het land toe. Daarom is men nu in en situatie gekomen dat een groot deel van de bevolking van het land hoort bij een kerk, die vanuit Orthodox perspectief niet canoniek, zelfs schismatiek is.
Sinds 1993 was er sprake van toenadering tussen de Macedonisch-Orthodoxe Kerk en de Servisch-Orthodoxe Kerk. Na  het uiteenvallen van Joegoslavië zijn er verschillende pogingen gedaan de kerkelijke eenheid te herstellen. Maar die leidden ertoe, dat het conflict alleen maar verder escaleerde. De pogingen om tot overeenstemming met de Servisch-Orthodoxe Kerk te komen, leidde in 2002 tot het ontstaan van twee fracties binnen de Macedonische kerk. De ene fractie wilde de niet canonieke situatie van de kerk beëindigen en de autocefalie bereiken via de weg van een overeenstemming over de autonomie. De andere fractie volharde in haar eis van volledige autocefalie. In die situatie besloot een van de bisschoppen, metropoliet Jovan van Veles en Povardarie (wereldse naam: Zoran Vraniskovski), zich in 2003 aan te sluiten bij de Servische kerk. Van de Servische kant werd het aanbod gedaan om een autonome kerk van Macedonië binnen het Patriarchaat van Belgrado toe te staan. Metropoliet Jovan werd daarin opgenomen en benoemd tot aartsbisschop van Ohrid en metropoliet van Skopje. Zo deed de Servisch-Orthodoxe Kerk een poging onder de naam Orthodox aartsbisdom van Ohrid een eigen parallelle hiërarchie te stichten in Macedonië. Metropoliet Jovan werd hierom in 2003 geëxcommuniceerd door de Macedonische Kerk. In mei 2003 suspendeerde de Servische synode metropoliet Kiril van Polog-Kumanovo en stelde de andere bisschoppen een ultimatum om zich voor 1 september weer aan te sluiten bij het patriarchaat van Belgrado. De Servische patriarch Pavle van Belgrado noemde de autocefale Macedonische orthodoxe kerk een "Schepping van het communisme". Een haastig bijeengeroepen synode van de Macedonische kerk veroordeelde de Servische kerk die, door na Jovan twee andere bisschoppen te wijden, trachtte een parallelle synode van het aartsbisdom van Ohrid aartsbisdom onder het patriarchaat van Belgrado te vestigen. De Macedonische synode speculeerde over een Servisch-Griekse intrige waarbij het er om ging het bestaan van de Macedonische natie en zijn staat te ontkennen. Jovan werd in 2004 gevolgd door vier kloosters met 30 monniken. Aanvankelijk had de Macedonische regering niet ingegrepen in de religieuze conflicten, echter met de arrestatie van bisschop Jovan in Bitola, op 11 januari 2004 (op verdenking van schending van het eigendomsrecht van kerken en kloosters) kreeg het canonieke conflict welhaast een staatspolitieke dimensie. De aartsbisschop van de Macedonische Kerk, aartsbisschop Stefan van Ohrid, bleef neutraal. De Macedonische gelovigen waren in meerderheid voor de autocefalie. Maar deze kerk, waarbij naast metropoliet Jovan inmiddels zich nog drie andere bisschoppen hadden aangesloten, werd door de Macedonische overheid niet erkend. Het argument daarbij was, dat er van elk kerkgenootschap maar één organisatie geregistreerd kon worden. Dat leidde tot harde maatregelen van de overheid tegen het Orthodox aartsbisdom van Ohrid. Hun kloosters en huizen werden regelmatig doorzocht en metropoliet Jovan werd verschillende keren gevangen gezet. Hij werd voor belastingontduiking en andere delicten meerdere malen veroordeeld en had 220 dagen in gevangenschap gezeten totdat hij op 19 maart 2006 vrijkwam. Deze veroordelingen en zijn langdurige gevangenschap leidde tot protest van (Macedonische) mensenrechtenorganisaties en van vertegenwoordigers van (orthodoxe) kerken uit het buitenland. Een aantal belangrijke vertegenwoordigers van deze canonieke kerk werden eveneens gearresteerd en de eigendommen van het autonoom aartsbisdom van Ohrid werden in beslag genomen en overgedragen aan de Macedonisch-Orthodoxe Kerk.
In december 2009, bezocht aartspriester Nikolai Balashov, als afgezant van de Russische patriarch Kirill van Moskou, de Macedonische president Gjorge Ivanov. Tijdens dit bezoek kwam ook de onzekere status van de Macedonische kerk ter sprake. Er werd overeengekomen dat de dialoog met de Servische Kerk hervat moet worden en Balashov bood daarvoor Russische bemiddeling aan.
In aanvulling op dit Servisch-Macedonisch geschil is er ook nog de vraag of de Autocefale Kerk van Macedonië bereid zou zijn om zich "Autocefaal aartsbisdom van Ohrid" te noemen, om zo een verdere provocatie van de Grieks-Orthodoxe Kerk door het woord Macedonische te voorkomen.
De kerkelijke situatie in het land is dus niet volgens de regels. De canonieke kerk wordt onderdrukt, is waarschijnlijk zeer klein en verkeert in de illegaliteit. Deze kerk kan niet functioneren, maar wordt wel als enige door alle andere Orthodoxe Kerken erkend. De canonieke Orthodoxe Kerken beschouwen de Macedonisch-Orthodoxe Kerk als schismatiek, terwijl ze in de praktijk wel de drager is van het orthodoxe leven in het land. De steun van de overheid voor de Macedonisch kerk en de vervolging van het autonome aartsbisdom van Ohrid door justitie verergert de situatie. Op dit moment is er geen zicht op een voor alle partijen aanvaardbare oplossing.

## Verhouding Servisch-Orthodoxe Kerk met Macedonische en Montenegrijnse Kerk
Iedere speculatie over mogelijke autocefalie van de Macedonische en Montenegrijnse orthodoxe Kerk werd vanuit het Servisch patriarchaat fel bestreden en verijdeld. Deze autocephalie is door geen enkele orthodoxe kerk in de wereld erkend en de Macedoniërs en Montenegrijnen staan dus binnen de orthodoxe wereld tamelijk alleen.
Priesters van de Servisch-Orthodoxe Kerk en andere canonieke orthodoxe kerken, de Macedonisch-Orthodoxe Kerk en de Montenegrijns-Orthodoxe Kerk concelebreren met elkaar en de gewone gelovige leken gaan in Servië naar de Servisch-Orthodoxe Kerk en in Macedonië naar de Macedonisch-Orthodoxe Kerk, in Montenegro naar de Montenegrijns-Orthodoxe Kerk en in andere landen naar canonieke orthodoxe kerken en ontvangen daar de Heilige Communie. Priesters ontmoeten elkaar regelmatig en vieren dan samen de Goddelijke liturgie. Dit gebeurt met medeweten en zelfs de zegen van hun bisschoppen. De Servisch-orthodoxe en bisschoppen van canonieke orthodoxe kerken vieren de Liturgie echter niet meer samen met Macedonisch-Orthodoxe of Montenegrijns-orthodoxe bisschoppen. Dit is voldoende om van een schisma te kunnen spreken.
De Macedonische kerk heeft nog de beste relaties met de Rooms-Katholieke Kerk en dat maakt het er bij de orthodoxe zusterkerken niet beter op.
Een ander voorbeeld is de voorgestelde heroprichting van de Kroatisch-Orthodoxe Kerk die bestond van 1942-1945. Op 6 maart 1993 werd Juraj Kolaric, decaan van de Katholieke Faculteit voor Theologie in Zagreb, door het persbureau Tanjug geciteerd dat de "Orthodoxe kerk in Kroatië volgens het Macedonische principe, met zijn metropoliet, georganiseerd moest worden en losgemaakt, voor zover het grondgebied betrof, van Servië. " Kolaric probeerde verschillende keren om een dergelijke kerk te stichten door de "Kroatisch-orthodoxe gelovigen en mogelijke Kroatisch-orthodoxe geestelijken, omdat dan aan alle voorwaarden voor een autocefale kerk zou worden voldaan". Kolaric beweerde dat indien een dergelijke kerk zou worden gevormd, deze uiteindelijk door de Patriarch van Constantinopel zou worden erkend omdat de Servisch-orthodoxe kerk nooit meer in Kroatië aanwezig zou zijn.

## Kerkelijk leven
Het kerkelijk leven van de Macedonische kerk is sterk door dat van de Servische kerk beïnvloed. Toch probeert men daar de laatste jaren wat afstand van te nemen en eigen tradities te (her)ontdekken. Er is een herontdekking van de oude Byzantijnse zangtraditie en de toepassing van het Macedonisch als liturgische taal. Geestelijk benadrukt men de band met  Griekenland en vooral met de heilige berg Athos. Met steun van de staat zijn een aantal kloosters gerestaureerd. Een aantal andere kloosters en kerken, waarvan sommigen met belangrijke oude iconen en fresco's wachten nog op restauratie. Sommigen zijn onbeheerd. Het nationaal museum van Skopje heeft nog maar net een begin gemaakt met de redding daarvan.

## Structuur
De Macedonisch-Orthodoxe Kerk bestaat in Noord-Macedonië uit het aartsbisdom Skopje en zeven bisdommen. Daarnaast zijn er nog vier bisdommen in de diaspora. Deze elf bisdommen worden bestuurd door twaalf bisschoppen met ongeveer 500 actieve priesters. Sinds 1967 onderhoudt men het priesterseminarie H. Kliment in Dračevo en sind 1977 een orthodoxe theologische faculteit in Skopje, die samenwerkt met de universiteit. Daarnaast heeft de Macedonische kerk een gymnasium.  Ze heeft 20 kloosters, waarin 100 monniken en monialen leven. Het is moeilijk in te schatten hoe groot het aantal gelovigen is. Van de ongeveer 2 miljoen inwoners van Macedonië zijn ongeveer 1,3 miljoen mensen Macedoniër. Omdat een vrij groot percentage van de bevolking niet kerkelijk is, moet het aantal Macedonische orthodoxe gelovigen onder 1 miljoen liggen. De kerk omvat 1200 parochies met ongeveer 2000 kerken en kapellen. Een groot aantal van deze kerken heeft een grote kunsthistorische betekenis.
De Macedonische orthodoxe kerk staat onder leiding van aartsbisschop Stephan van Ohrid en Geheel Macedonië. Hij is voorzitter van de Heilige Synode die bestaat uit 11 bisschoppen.
Bisdommen op het grondgebied van de Noord-Macedonië
- 1. Bisdom Skopje
- 2. Bisdom Prespa en Pelagonia
- 3. Bisdom Debar en Kičevo
- 4. Bisdom Strumica
- 5. Bisdom Povardarica
- 6. Bisdom Bregalnica
- 7. Bisdom Tetovo en Gostivar
- 8. Bisdom Kumanovo en Osogovo

Bisdommen buiten de republiek Noord-Macedonië
- 1. Bisdom van Amerika en Canada (zetel: Toronto)
- 2. Bisdom van Europa (zetel: Malmö)
- 3. Bisdom van Australië en Nieuw-Zeeland (zetel: Melbourne)
- 4. Bisdom Sydney

Voormalig bisdom
- 1. Bisdom van Polog en Kumanovo

## De Macedonisch-Orthodoxe Kerk in Nederland en België
De Macedonisch-Orthodoxe Kerk heeft geen parochie in België. In Nederland is er 1 parochie genaamd Heilige Aartsdiaken en Eerste martelaar Stefan. Deze parochie valt jurisdictioneel onder leiding van metropoliet Pimen van Europa.